# Symploce javana
Symploce javana es una especie de cucaracha del género Symploce, familia Ectobiidae. Fue descripta originalmente por Hebard en 1929.

## Distribución
Esta especie se encuentra en Indonesia.